# Зубов, Платон Николаевич
Граф Плато́н Никола́евич Зу́бов (26 июля [7 августа] 1798 — 16 [28] марта 1855) — полковник русской императорской армии из рода Зубовых.

## Биография
Родился 26 июля 1798 года в семье графа Николая Александровича Зубова и его жены Натальи Александровны, дочери князя А. В. Суворова.
Образование получил в Пажеском корпусе, который окончил с отличием. Его имя было записано на мраморную доску. Ещё до выпуска его из корпуса, 24 августа 1815 года, король Франции Людовик XVIII пожаловал ему орден Лилии. 26 марта следующего года Зубов был выпущен из камер-пажей корнетом в Кавалергардский полк, а 9 ноября 1819 года был произведён в поручики с назначением на должность личного адъютанта командира полка. 1 января 1822 года был произведён в штабс-ротмистры, а ровно через три года, 1 января 1825 года — в ротмистры.
В январе 1827 года он по домашним обстоятельствам был уволен от службы в чине полковника с мундиром. В начале 1831 года подал прошение об определении его на службу по министерству финансов и был принят чиновником особых поручений при такой резолюции графа Канкрина: «Я душевно рад буду иметь такого товарища». Впрочем, прослужил в этой должности Зубов недолго, оставив службу в октябре 1832 года. В 1833 году мать передала ему управление всеми своими приволжскими поместьями.
Зубов занимался коллекционированием произведений искусства. Сохранился его портрет работы В. Тропинина. Известно также, что он предложил Карлу Брюллову написать картину на тему «Невинность, покидающая землю», причём ассигновал на неё до 12 тысяч рублей ассигнациями и принимал на себя расходы по отправке её на выставку в Париж в том случае, если Брюллов найдет её хорошей.
Зубов умер холостым в Москве 16 марта 1855 года. Был погребён в семейной усыпальнице на территории Сергиевой пустыни под Санкт-Петербургом.